# XGA
XGA (Extended Graphics Array) är en grafikstandard introducerad av IBM år 1990. Termen är idag mest använd som beteckning på skärmupplösningen 1024×768 pixlar med bildformatet 4:3.
Den första versionen av XGA expanderade möjligheterna hos IBM:s VGA (Video Graphics Array), genom att lägga till två nya upplösningar:
- 800×600 pixel med high colour (65536 färger, 16 bitar per pixel).
- 1024×768 med en palett på 256 färger (8 bitar per pixel).